# Frederick Guthrie
Frederick Guthrie, ps. Frederick Cerny (ur. 15 października 1833, zm. 1886) – brytyjski fizyk, chemik i pisarz, inicjator utworzenia i współzałożyciel Society for physical research (współcześnie, po reorganizacji – Institute of Physics), odkrywca zjawiska emisji termoelektronowej (1873), członek Royal Society (FRS).

## Życiorys
Ojcem Fredericka Guthrie’ego był krawiec, Alexander Guthrie, którego uważano za człowieka zdolnego i obdarzonego dużym smakiem literackim. Miał on sześcioro dzieci, którym starał się zapewnić lepszą edukację. Frederick Guthrie był najmłodszym z rodzeństwa. Jego starszym bratem był Francis, który wcześnie przejawiał uzdolnienia w dziedzinie matematyki, a w przyszłości został profesorem i rektorem South African College (współcześnie Uniwersytet Kapsztadzki).
Frederick Guthrie pobierał początkowo lekcje prywatne. Jego nauczycielem był Henry Watts – chemik,
członek Royal Society. W następnych latach kształcił się w University College School, którym kierował wówczas Thomas Hewitt Key (1799–1875), oraz – przez trzy lata – w University College London. W UCL studiował u fizyka Thomasa Grahama, chemika Alexandra Williamsona i matematyka Augustusa De Morgana. Spotkał ponownie swojego dawnego nauczyciela, H. Wattsa, wówczas pracującego w laboratorium prof. Williamsona na stanowisku principal assistant (znajomość obu chemików rozwinęła się w wieloletnią przyjaźń).
Po uzyskaniu w UCL stopnia Bachelor of Arts wiosną roku 1854 wyjechał do Niemiec, w celu dalszego kształcenia w dziedzinie chemii u Christiana von Bunsena (Heidelberg) i Adolpha Kolbego (Marburg). W następnym roku otrzymał tytuł Doctor of Philosophy (summa cum laude).
Po powrocie do Anglii (1856) był początkowo asystentem Edwarda Franklanda, a następnie profesorem chemii w Owens College (Manchester). Po trzech latach wyjechał do Edynburga, gdzie otrzymał stanowisko profesora chemii na Uniwersytecie Edynburskim (zastąpił zmarłego w roku 1858 Williama Gregory’ego). Był też profesorem fizyki w Royal College of Science w South Kensington. Jego asystentem był William Barrett, później sir W. Barrett, FRS.

## Zakres działalności zawodowej
Poświęcał wiele uwagi działalności nauczycielskiej, o czym świadczą zachowane publikacje dydaktyczne. Zakres jego badań naukowych był bardzo obszerny, leżący na pograniczu fizyki i chemii. W roku 1873 dokonał obserwacji zjawiska, zarejestrowanego w następnych latach przez Thomasa Edisona (1880) i znanego współcześnie jako emisja termoelektronowa, decydująca o właściwościach lamp elektronowych. Na początku XX wieku emisja ta była przedmiotem badań Owena W. Richardsona, który w roku 1920 otrzymał za nie Hughes Medal, a w roku 1928 – Nagrodę Nobla w dziedzinie fizyki.
W roku 1873 Frederick Guthrie wystąpił z inicjatywą utworzenia Society for physical research (nazwanego wkrótce w Physical Society of London). Wspólnie z W. Barrettem zainicjował jego działalność, rozsyłając zaproszenia na pierwsze spotkanie do 30 fizyków. Współcześnie działalność tego stowarzyszenia kontynuuje Institute of Physics (IOP), utworzony w roku 1960 przez połączenie Physical Society of London z Institute of Physics (założonym w roku 1920).

## Publikacje naukowe i dydaktyczne (wybór wedługInternet Archive)
- 1863 – On Drops, part II[4],
- 1865 – On Bubbles[5],
- 1868 – The Elements of Heat and of Non-metallic Chemistry: Especially Designed for Candidates for the…[6],
- 1869 – On Approach Caused by Vibration[7],
- 1869 – On the Thermal Resistance of Liquids[8],
- 1873 – Magnetism and Electricity[9],
- 1879 – Practical Physics; Molecular Physics & Sound[10],
- 1882 – Outline of Experiments and Description of Apparatus and Material[11],
- 1882 – The First Book of Knowledge[12],
- 1885 – Practical physics; molecular physics and sound[13].

## Utwory literackie (wybór)
Pod pseudonimem Frederick Cerny opublikował m.in.:
- 1863 – The Jew (wiersze),
- 1877 – Logroño (dramat w dwóch aktach)[15].

## Upamiętnienie
Owen W. Richardson, przedstawiając historię badań emisji termoelektronowej w czasie swojego wykładu noblowskiego nt. Thermionic phenomena and the laws which govern them (wygłoszonego w Sztokholmie 12 grudnia 1929 roku), nazwisko Guthrie wymienił jako pierwsze z nazwisk pionierów tych badań.
Współcześnie jednym z wyrazów pamięci o założycielu Physical Society of London jest publikowanie od roku 1913 serii Guthrie Lecture w wydawanym przez IOP czasopiśmie Proceedings of the Royal Society.